# Lecudina francianum
Lecudina francianum is een soort in de taxonomische indeling van de Myzozoa, een stam van microscopische parasitaire dieren. Het organisme komt uit het geslacht Lecudina en behoort tot de familie Lecudinidae. Lecudina francianum werd in 1952 ontdekt door Arvy.